# Каменеприбиральна машина
Каменеприбиральна машина (рос. камнеуборочная машина, англ. stone-picking machine; нім. Steinsammelmaschine f) — комплекс обладнання, що використовується на кар'єрах стінового каменю для прибирання блоків і відходів від грудей вибою, а також укладання блоків у штабелі. Розрізняють К.м. для великих, дрібних блоків, а також для штибу. Для великих блоків — підіймально-транспортний пристрій (автокран, навантажувач, козловий або тельферний кран), забезпечений навісним захватом діагонального або кліщового виконання.